# The Go Doc Project
The Go Doc Project è un film del 2013 diretto da Cory Krueckeberg. 
Pellicola a tematica LGBT, prodotta negli Stati Uniti, che per le sue scene di sesso esplicito è stata vietata ai minori di 18 anni. 

## Trama
(Go)
Doc è un uomo ossessivo e maniacale: ha intravisto in discoteca un uomo dalla bellezza alquanto invidiabile e dagli addominali scolpiti. Ha riempito il suo PC con le sue foto e non riesce a non pensarlo nemmeno per un secondo, arrivando al punto di masturbarsi con le sue foto e girare dei video in cui parla di lui, postandoli successivamente su Tumblr. In uno di questi video viene contattato dal ragazzo stesso, Go, che è uno spogliarellista. I due si conoscono e pian piano, con la scusa di girare un film, tra di loro scoppierà la scintilla. 